# Thlasia jacobii
Thlasia jacobii är en insektsart som beskrevs av Zhang och Yang. Thlasia jacobii ingår i släktet Thlasia och familjen dvärgstritar. Inga underarter finns listade i Catalogue of Life.